# Etnomykologia
Etnomykologia – interdyscyplinarna nauka zajmująca się rolą grzybów w kulturze: badająca stosunek ludzi do grzybów, doniesień o nich w folklorze, legendach, literaturze i mitologii. Wchodzi w zakres działania etnografii i mykologii. Chociaż teoretycznie termin ten obejmuje m.in. wykorzystywanie grzybów do celów spożywczych (grzyby jadalne) i leczniczych (grzyby lecznicze), często używany jest w kontekście badań nad grzybami halucynogennymi (np. niektóre łysiczki czy muchomor czerwony) i psychoaktywnymi (np. sporysz).
Zainteresowania etnomykologią zapoczątkowali Robert Gordon Wasson i Valentina Pavlovna Wasson pod koniec lat pięćdziesiątych XX wieku, kiedy zostali pierwszymi mieszkańcami Zachodu w historii, którym pozwolono uczestniczyć w obrzędzie spożywania grzybów halucynogennych. Opisali to w swojej książce „Mushrooms, Russia and History”. Za pioniera etnomykologii uważa się biologa Richarda Evansa Schultesa. Późniejsi badacze w tej dziedzinie to Terence McKenna, Albert Hofmann, Ralph Metzner, Carl Ruck, Blaise Daniel Staples, Giorgio Samorini, Keewaydinoquay Peschel, John Marco Allegro, Clark Heinrich, John W. Allen, Jonathan Ott, Paul Stamets, Casey Brown i Juan Camilo Rodriguez Martinez.